# Crematogaster acaciae
Crematogaster acaciae är en myrart som beskrevs av Auguste-Henri Forel 1892. Crematogaster acaciae ingår i släktet Crematogaster och familjen myror.

## Underarter
Arten delas in i följande underarter:
- C. a. acaciae
- C. a. generosa
- C. a. gloriosa
- C. a. victoriosa